# Inscripciones de Bir el-Qutt

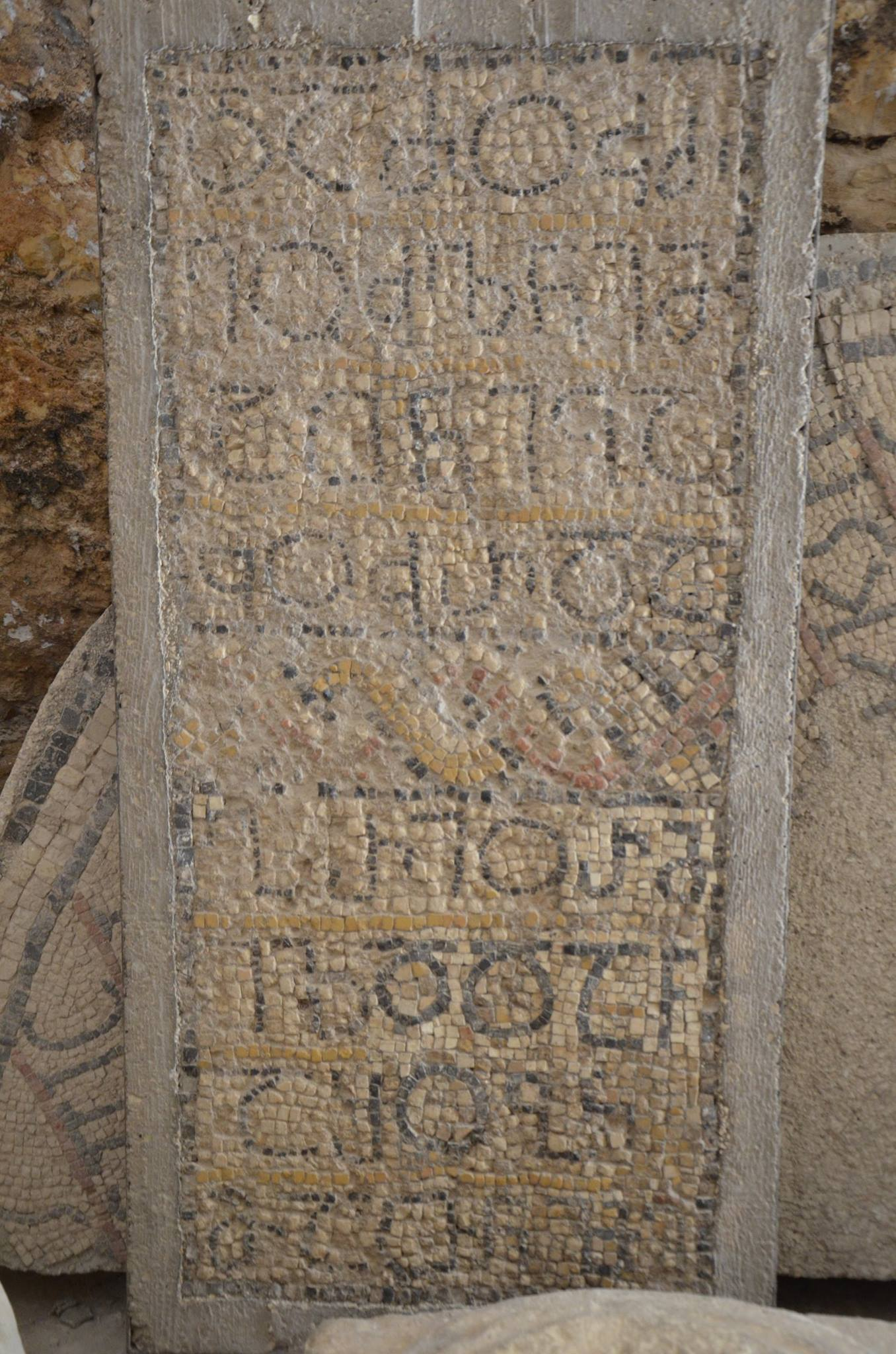
Inscripción 1, de alrededor del año 430.

Las inscripciones de Bir el-Qutt (en georgiano, ბირ ელ ყუტის წარწერები, Bir el Q'ut'is ts'arts'erebi) son tres inscripciones en idioma georgiano que se encontraron en 1952 en un monasterio cercano a Belén, en Cisjordania. Dos de las inscripciones datan del año 430 d. C. y son las más antiguas que se han descubierto en alfabeto georgiano, en la modalidad llamada asomtavruli. 
El descubrimiento tuvo lugar durante las excavaciones del arqueólogo italiano Virgilio Canio Corbo en el monasterio de San Teodoro en Bir el-Qutt, 6 km al sureste de Jerusalén y 2 km al norte de Belén.

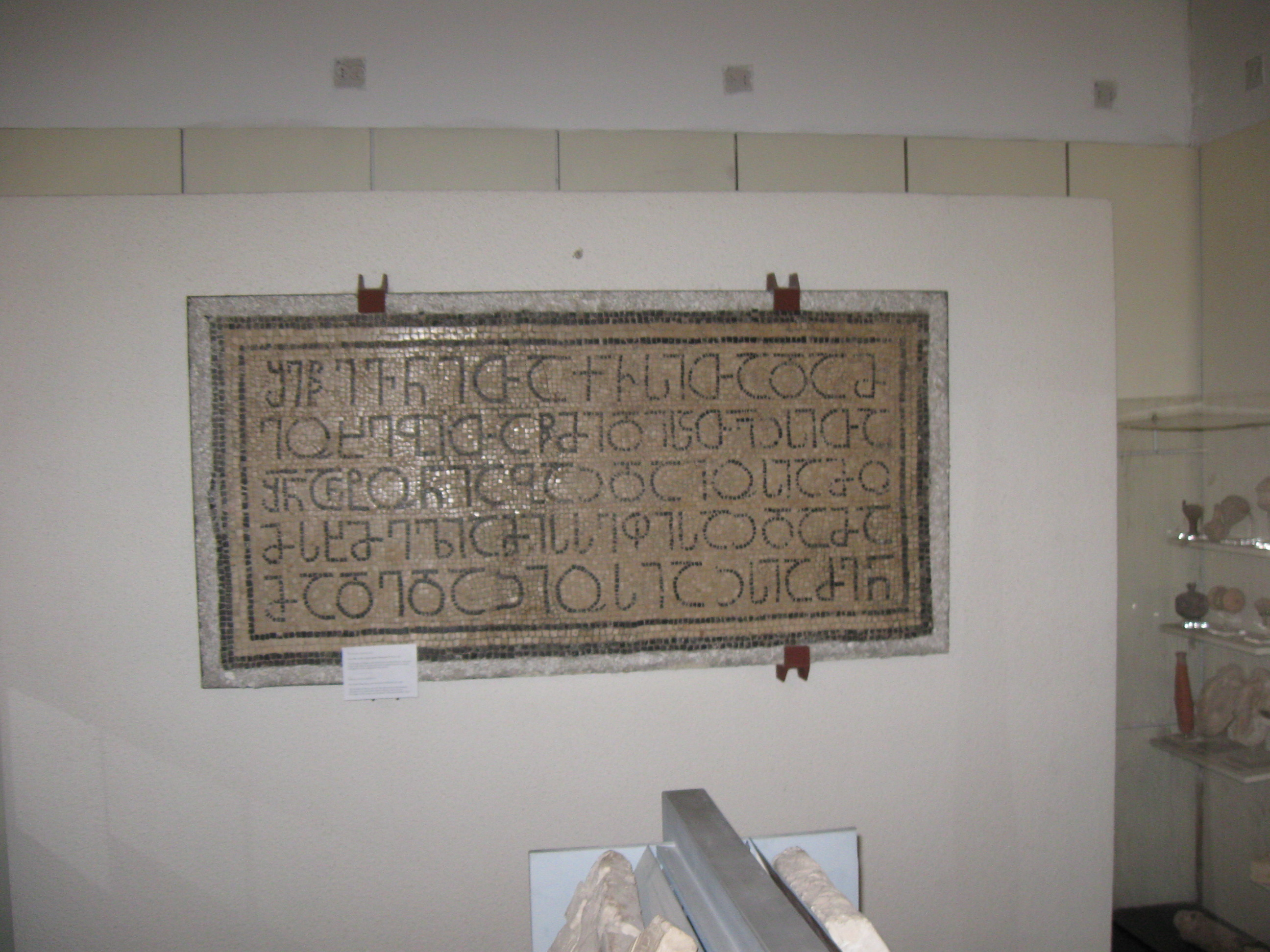
Inscripción 3

Se cree que el monasterio de San Teodoro fue fundado o reconstruido por el príncipe y filósofo Pedro el Ibérico, un noble de la Iberia del Cáucaso que se hizo monje en Palestina luego de escapar de Constantinopla. Una de las inscripciones menciona su nombre, junto con el de su padre, mientras que otra nombra a Bak'ur, quien podría ser su abuelo, Bacurio el Ibérico. Para otros investigadores, el monasterio data de 532-552 y fue obra del abad Antoni que se menciona en una inscripción. 
Las inscripciones 1 (del año 430 EC) y 3 (del año 532 EC) se conservan en el museo del Studium Biblicum Franciscanum, en Jerusalén, mientras que la inscripción 2 está perdida.
| Georgiano | Trascripción | Español |
| --- | --- | --- |
| ႣႠ ႻႭჃႻ ႤႭჃႪႬႨ Ⴋ ႠႧႬႨ ႡႠ ႩႭჃႰ ႣႠ ႢႰႨ ႭႰႫ ႨႦႣ ႣႠ Ⴌ ႠႸႭႡႬႨ ႫႠႧႬႨ Ⴕ                                                                 | da dzudz eulni m- atni ba- k'ur da gri orm- izd da n- ashobni matni k                                                                          | Jesucristo, ten piedad de Bacurio y de Griormizd y de sus descendientes.                                                                                                  |
| ႼႫႨႣႠႭ ႧႤႭႣႭႰ Ⴄ ႫႠႰ Ⴌ ႣႠ ႡႭჃ ႰႦ Ⴌ ႤႬ ႠႫႨ                                                                                         | ts'midao teodor- e mar n da bu- rz n...en ami                                                                                                  | San Teodoro, ten piedad de Mar[ua]n y Burz[e]n, amén. |
| ႸႤႼႤႥႬႨႧႠ Ⴕ ჁႱႨႧႠ ႣႠ Ⴋ ႤႭႾႤႡႨႧႠ ႼႫႨႣႨႱႠ ႣႠ Ⴇ ႤჂႱႨႧႠ ႸႬ ႠႬႲႭႬႨ ႠႡႠჂ ႣႠ ႨႭႱႨႠ ႫႭ ႫႱႾႫႤႪႨ ႠႫႨႱ ႱႤႴႨႱႠჂ ႣႠ ႫႠ ႫႠ ႣႤႣႠჂ ႨႭႱႨႠჂႱႨ ႠႫႤႬ | shets'evnita k eysita da m- eokhebita ts'midisa da t ejsita sh n ant'oni abay da iosia mo- mskhmeli amis sepisay da ma- ma deday iosiaysi amen | Con la ayuda de Jesucristo y la intercesión de san Teodoro, ten piedad oh Dios del abad Antonio y de Iosia, autor de este mosaico, y del padre y la madre de Iosia, amén. |